# Île Cezi
L'île Cezi est une île de l'archipel de Zhoushan dans le nord-est de la province chinoise du Zhejiang.
Deux ponts permettent d'accéder à l'île Cezi, le pont de Xihoumen et le pont de Taoyaomen.

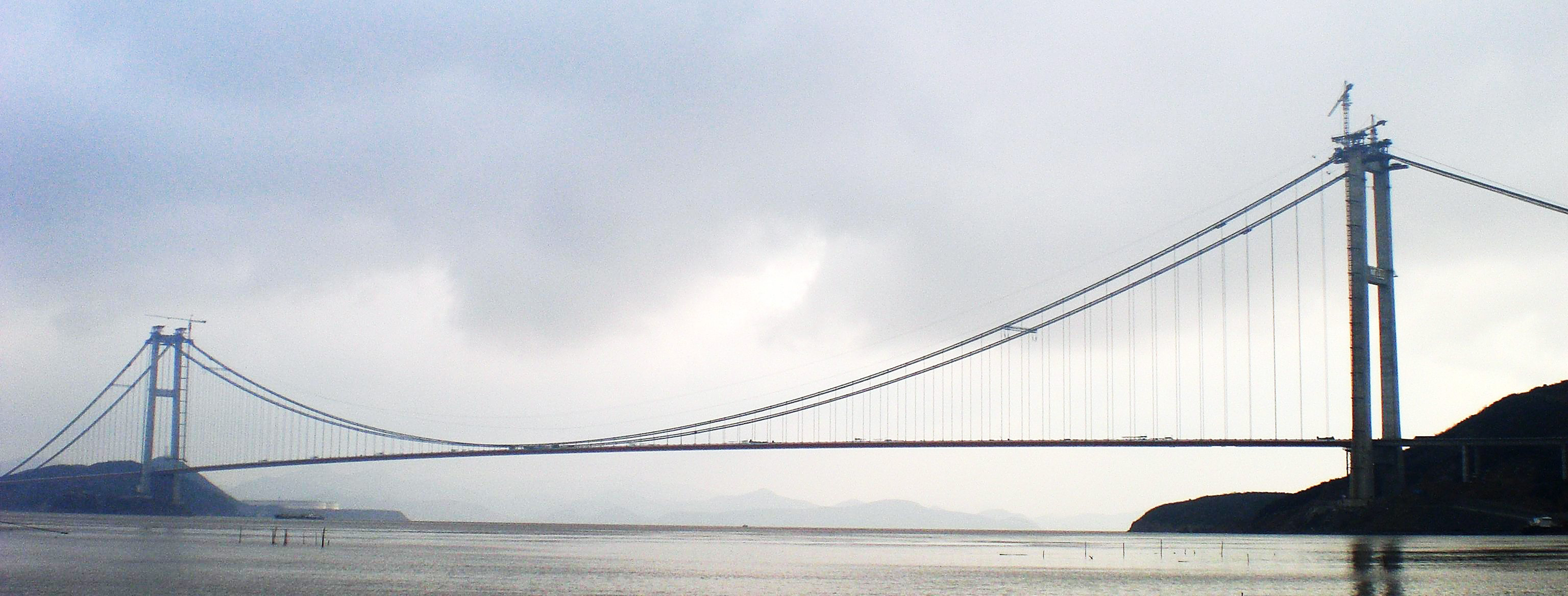
Pont de Xihoumen
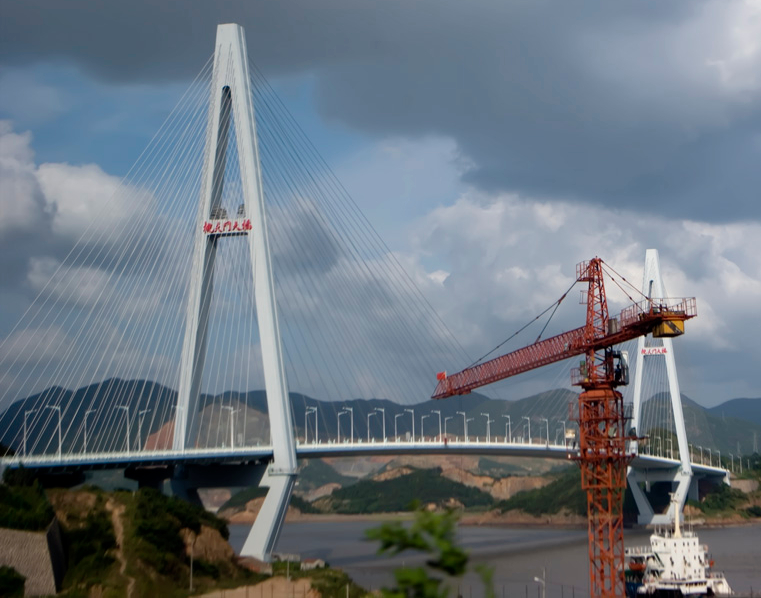
Pont de Taoyaomen